# Cikijing (plaats)
Cikijing is een bestuurslaag in het regentschap Majalengka van de provincie West-Java, Indonesië. Cikijing telt 7460 inwoners (volkstelling 2010).